# Эстевес, Адриана
Адриа́на Эсте́вес Агости́ньо Бри́шта (порт.-браз. Adriana Esteves Agostinho Brichta; род. 15 декабря 1969, Рио-де-Жанейро, Бразилия) — бразильская актриса. Признана одной из лучших актрис страны, была дважды номинирована на премию «Эмми» и считается великой телезвездой.
Получила известность в 1990-х годах благодаря ролям в таких телесериалах, как «Моя любовь, моя печаль» (1990), «Камень на камне» (1992), «Возрождение» (1993) и «Непокорная» (1997). После трёхлетнего периода депрессии и восстановления своего имиджа в телесериале «Причина жить» (1996) на канале SBT, она вернулась в Globo в 1997 году снявшись в телесериале «Непокорная». Затем Адриана снималась в таких телесериалах, как «Вавилонская башня» (1998), «Шипы и розы» (2000), «Сердце студента» (2002), «Кубанакан» (2003), а также в ситкомах «Брать и отдавать» (2007–2009) и «Укуси и подуй» (2011), а также в телесериалах «Справедливость» (2016), «Преследование» (2018) и «Другие» (2023). Начиная с 2010-х годов, Адриана выделялась как одна из немногих актрис, сыгравших пять главных злодеев в прайм-тайм на телеканале TV Globo, таких как «Проспект Бразилии» (2012), «Вавилон» (2015), «Второе солнце» (2018), «Любовь матери» (2019) и «Одержимость тобой» (2024).
На международном уровне Адриана была номинирована на международную премию «Эмми» в категории «Лучшая женская роль» за роль Далвы де Оливейры в мини-сериале «Далва и Эривелту» (2011) и за мини-сериал «Справедливость» (2016). В кино она также получила награды за рубежом за фильм «Девушки-подружки» (1995), победив в номинации «Лучшая актриса» на Международном кинофестивале в Картахене.

## Биография
Родилась 15 декабря 1969 года в Мейере, пригороде Рио-де-Жанейро (Бразилия). Она дочь художницы Режины Эстевес Агостиньо и врача Пауло Фелипе Агостиньо. В детстве занималась балетом и театром, а свою артистическую карьеру она начала в подростковом возрасте, в 15 лет, в качестве модели, отказавшись от карьеры балерины. Окончила факультет рекламы Университета Гама Фильо.

## Карьера
В 1988 году начала кинокарьеру и прославилась благодаря ролям Патрисии в сериале Моя любовь, моя печаль» и Сандры из телесериала «Вавилонская башня».
В 2012 году сыграла наиболее значимую роль в своей карьере на сегодняшний день — главную антагонистку новеллы «Проспект Бразилии» Карминью.
Известными ролями актрисы также являются: Элена в «Непокорной», Катарина Батиста в «Шипы и розы» и Инес Жункейра в Вавилоне».

## Личная жизнь
В 1988—1990 годах была замужем за тренером по джиу-джитсу Тотилой Джорданом Нето.
В 1994—2004 года была замужем за актёром Марко Рикка (род. 1962). В этом браке она родила своего первенца — сына Фелипе Рикка (род. 2000).
С 11 февраля 2006 года замужем в третий раз за актёром Владимиром Бришта (род. 1976). Падчерица Агнес Бришта (род. 1997) с 9 лет воспитывалась отцом Владимиром и Адрианой. Также в этом браке актриса родила своего второго сына — Висенте Бришту (род. 2006).

## Фильмография
| Год       |   | Русское название         | Оригинальное название                 | Роль                                     |
| --------- | - | ------------------------ | ------------------------------------- | ---------------------------------------- |
| 1988      | с | Всё дозволено            | Vale Tudo                             | модель                                   |
| 1989      | с | Манекенщица              | Top Model                             | Тининья                                  |
| 1990      | с | Женщины-полицейские      | Delegacia de Mulheres                 | Ману                                     |
| 1990      | с | Моя любовь, моя печаль   | Meu Bem, Meu Mal                      | Патрисия Меллу                           |
| 1992      | с | Камень на камне          | Pedra Sobre Pedra                     | Марина Батиста                           |
| 1992      | с | Решать вам               | Você Decide                           | имя персонажа неизвестно                 |
| 1993      | с | Возрождение              | Renascer                              | Мариана                                  |
| 1995      | с | Распад                   | Decadência                            | Карла                                    |
| 1995      | с | Комедия частной жизни    | A Comédia da Vida Privada             | Мария Хелена                             |
| 1996      | с | Причина жить             | Razão de Viver                        | Зильда                                   |
| 1997      | с | Непокорная               | A Indomada                            | Люсия Элена / Эулалия                    |
| 1998      | с | В мире женщин            | Mulher                                | Лилиана                                  |
| 1998      | с | Вавилонская башня        | Torre de Babel                        | Сандринья (Сандра да Силва)              |
| 2000      | с | Шипы и розы              | O Cravo e a Rosa                      | Катарина Батиста                         |
| 2001      | с | Храбрый                  | Brava Gente                           | Марина                                   |
| 2002      | с | Сердце студента          | Coração de Estudante                  | Амелия                                   |
| 2003      | с | Кубанакан                | Kubanacan                             | Лола                                     |
| 2004      | с | Хозяйка судьбы           | Senhora do Destino                    | Назаре Тедеску в молодости               |
| 2005      | с | История Розы             | A História de Rosa                    | Роза                                     |
| 2005      | с | Луна мне сказала         | A Lua Me Disse                        | Элоиза                                   |
| 2005      | с | Брать и отдавать         | Toma Lá, Dá Cá                        | Селинья                                  |
| 2006      | с | Белиссима                | Belíssima                             | голос Стеллы                             |
| 2010      | с | Далва и Эривелту         | Dalva e Herivelto: uma Canção de Amor | Далва де Оливейра                        |
| 2010      | с | Уроженец Рио-де-Жанейро  | As Cariocas                           | Сели                                     |
| 2011      | с | Укуси и подуй            | Morde & Assopra                       | Джулия Аквино                            |
| 2012      | с | Проспект Бразилии        | Avenida Brasil                        | Карминья (Кармен Лусия Морейра де Соуза) |
| 2015      | с | Счастливы навсегда?      | Felizes para Sempre?                  | Таня Драммонд                            |
| 2015      | с | Вавилон                  | Babilônia                             | Инес                                     |
| 2016      | с | Справедливость           | Justiça                               | Фатима Либерия ду Насименту              |
| 2018      | с | Второе солнце            | Segundo Sol                           | Лаурета                                  |
| 2018      | ф | Любимый                  | Benzinho                              | Сония                                    |
| 2018      | с | Преследование            | Assédio                               | Стела Насименту                          |
| 2019      | с | Злодеи, которых мы любим | As Vilãs que Amamos                   | Играет саму себя                         |
| 2019—2021 | с | Любовь матери            | Amor de Mãe                           | Телма Нунес Виана                        |
| 2021      | ф | Маригелла                | Marighella                            | Клара Шарф                               |
| 2022      | ф | Распоряжение             | Medida Provisória                     | Изабел Гарсес                            |
| 2023—2024 | с | Другие                   | Os Outros                             | Сибеле Коста Консалвес                   |
| 2024—2025 | с | Одержимость тобой        | Mania de Você                         | Мерсия Думас                             |
| 2025      | с | 60-летие шоу             | Show 60 Anos                          | Карминья (Кармен Лусия Морейра де Соуза) |